# Nattapong Thongpum
Nattapong Thongpum (thailändisch ณัฐพงษ์ ทองพุ่ม, * 11. Mai 2000) ist ein thailändischer Fußballspieler.

## Karriere
Nattapong Thongpum stand die Saison 2019 beim Muangkan United FC unter Vertrag. Der Verein aus Kanchanaburi spielte in der dritten thailändischen Liga. Hier trat Muangkan in der Upper Region an. 2020 wechselte er zum Viertligisten Hatyai City FC. Mit dem Verein spielte er in der Southern Region der vierten Liga. Nach zwei Spieltagen wurde die Saison unterbrochen. Hatyai trat nach der Unterbrechung nicht mehr in der Liga an. Im gleichen Jahr wechselte er zum Drittligisten Nakhon Si United FC nach Nakhon Si Thammarat. Der Verein spielte nach der Unterbrechung in der Southern Region der dritten Liga. Zu Beginn der Saison 2021/22 unterschrieb er einen Vertrag beim Zweitligisten Ranong United FC. Sein Zweitligadebüt für den Verein aus Ranong gab Nattapong Thongpum am 17. November 2021 (14. Spieltag) im Heimspiel gegen den Lampang FC. Hier stand der Torwart in der Startelf und spielte die kompletten 90 Minuten. Das Spiel endete 2:2. Am Ende der Saison 2022/23 musste er mit Ranong in die dritte Liga absteigen. Für den Zweitligisten stand er elfmal in der Liga zwischen den Pfosten. Nach dem Abstieg verließ er den Verein und schloss sich dem Drittligisten Bangkok FC an. Der Hauptstadtverein spielt in der Bangkok Metropolitan Region der Liga. Die Saison 2023/24 feierte er mit dem Bangkok FC die Meisterschaft der Region sowie den Aufstieg in die zweite Liga.

## Erfolge
Bangkok FC
- Thai League 3 – Bangkok Metropolitan: 2023/24  ▲